# Esterházy Bálint József
Fraknói gróf Esterházy Bálint József (franciául: Valentin comte d’Esterházy; Kassa, 1705. február 2. – Dieburg, 1743. július 2.), brigadéros. Esterházy Antal, a Rákóczi-szabadságharc tábornagyának fia.

## Élete
A Rákóczi-szabadságharc bukása után apja elhagyta Magyarországot. 1711-től Lengyelországban, 1716-tól az Oszmán Birodalomban élt II. Rákóczi Ferenc emigrációjában. 1721-ben kapitánnyá nevezték ki Bercsényi László huszárezredében, amely a francia hadsereg kötelékében működött. 1727-ben már alezredes, 1733-ban ezredtulajdonos. XV. Lajos francia király rendeletére 1735. január 25-én önálló huszárezredet állított fel Strasbourgban, melynek élén részt vett az 1743. június 27-i dettingeni csatában, ahol kilőtték alóla a lovát. Bajtársai holtnak vélték, és a csatatéren hagyták. Csak órák múlva tapasztalták a 38 éves tisztnél az élet jeleit a sebesültszedők. Sebesülései és a napszúrás következményeként néhány nap múlva elhalálozott. Helytállásáért elnyerte a Szent Lajos-rendet és a brigadérosi kinevezést, amelyet már nem tudott átvenni. Fia Esterházy Bálint Miklós.